# Cá trê Phú Quốc
Cá trê Phú Quốc (Danh pháp khoa học: Clarias gracilentus) là loài cá thuộc họ Cá trê trong chi Clarias. Đây là loài cá mới được phát hiện năm 2011 ở Phú Quốc, Việt Nam, đây là loài cá đặc hữu của huyện đảo Phú Quốc. Loài cá này còn được gọi là cá trê suối hay cá chình suối.

## Đặc điểm
Cá trê Phú Quốc giống với cá loài C. nieuhofii, C. pseudonieuhofii và C. nigricans, nhưng có thể phân biệt với các loài trên về các chỉ tiêu hình thái, đặc điểm các vây lưng, vây đuôi và vây hậu môn không dính liền nhau, thân dài. Loài cá trê này sống theo khe suối nước ngọt trên đảo Phú Quốc, có đặc tính hung dữ và hoạt động nhanh nhẹn hơn nhiều so với các loài cá trê thường biết. Cá trê suối còn được người dân Phú Quốc gọi là cá chình suối và đã sinh sống, tồn tại ở hòn đảo này nhiều thập kỷ.

## Nhân giống
Hiện nay, loài cá trê này còn lại rất ít do người dân đánh bắt nhiều, trong khi khả năng sinh sản tự nhiên kém. Bước đầu đã nhân giống cho cá sinh sản thành công ở huyện Giồng Riềng và đang hoàn thiện quy trình sinh sản, chủ động nguồn giống chất lượng để nông dân nuôi cá thương phẩm tại huyện đảo Phú Quốc, Kiên Giang.